# Clean Air Act
Pour les articles homonymes, voir Clean.
Le Clean Air Act se réfère, dans le monde anglophone, à une loi en matière de diminution du smog et de pollution de l'air en général.

## Royaume-Uni
Une loi de ce nom a été adoptée par le Parlement du Royaume-Uni le 5 juillet 1956 à la suite du grand smog de Londres de 1952. Cette loi entra en application deux ans plus tard. Elle devait contribuer à améliorer la qualité de l'air dans les villes britanniques. Les fumées noires ou « sales » furent interdites et les municipalités invitées à prendre les mesures nécessaires.

## États-Unis

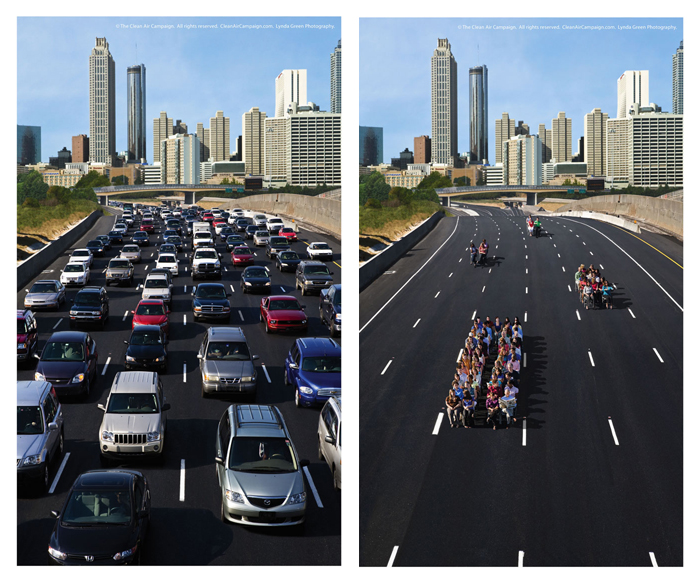
Poster de l'ONG géorgienne ' comparant la circulation routière de 73 personnes, dans le premier cas toutes utilisant un véhicule individuel et dans le second partageant des transports en commun.

Le Clean Air Act (CAA) de 1970, loi fédérale parfois aussi appelée Muskie Act du nom du sénateur Edmund Muskie, est l'une des premières lois environnementales américaines. C'est aussi la première loi environnementale d'envergure qui autorise le citizen suit (en), ou encore l'intérêt à agir de personnes privées contre des associations, entreprises ou l'État lorsque ceux-ci ne respectent pas la loi. Cette réglementation, dont l'application dépend de l'Environmental Protection Agency (EPA), est fortement assouplie durant la présidence de George H. W. Bush.
Si l'EPA est responsable de l'application réglementaire du CAA, elle peut laisser aux États le droit de s'en charger, et est même encouragée à le faire afin de prendre en compte les spécificités locales, à condition que ceux-ci lui soumettent un State Implementation Plan (en), ou « plan étatique d'application ». Les États peuvent néanmoins refuser de se charger de l'application et contraindre l'EPA de le faire. Cette procédure de délégation a été révisée lors de la modification législative de 1977, avec la création des New Source Performance Standard (en) (NSPS) utilisés pour mesurer le caractère réglementaire des plans étatiques. Les NSPS visaient à contrer un effet pervers des applications étatiques de la loi, telles que le state implementation plan de l'Ohio entre 1970 et 1977 : l'État s'était contenté de réduire la présence de dioxyde de soufre (SO2) en contraignant les centrales au charbon à agrandir (faux sens) leurs cheminées, ce qui avait pour effet non pas de réduire la quantité d'émissions mais simplement d'externaliser celles-ci vers les États voisins, le vent soufflant vers l'Est. Les New Source Performance Standard (NSPS) permirent de résoudre ce type de problème en fixant comme taux réglementaire la pollution mesurée dès la sortie des installations industrielles, plutôt que la pollution de l'air dans l'État en question. Le Toxic 100 Air Polluters Index, établi depuis 2002 par l'université du Massachusetts à Amherst, mesure ainsi la pollution atmosphérique des entreprises industrielles.
La loi de 1990 a amélioré la possibilité de coordonner les actions inter-étatiques en ouvrant la porte à la création de Commissions inter-États (au sein des États-Unis) visant à gérer les problèmes transfrontaliers de pollution.

### Impact et bénéfices économiques
Selon une étude de l'EPA portant sur l'impact global découlant du Clean Air Act entre 1990 et 2020, les bénéfices économiques de ces mesures environnementales sont considérables: ils dépassent les coûts d'un facteur de 30. Pour l'année 2020, l'EPA estime notamment que 230'000 décès prématurés parmi la population adulte ont été évités grâce à ces mesures.

### Actions en justice

#### CO2
Fin 2006, à la suite d'une plainte de plusieurs États américains, la Cour suprême s'est prononcée sur le statut de polluant du dioxyde de carbone (CO2). Le 2 avril 2007, la Cour a estimé que les gaz à effet de serre entrent dans la définition légale des gaz polluant l'atmosphère. Cette décision donne à l'Agence de protection de l'environnement des États-Unis autorité pour réglementer les émissions de quatre gaz à effet de serre, dont le CO2. En 2014, la décision Utility Air Regulatory Group v. EPA de la Cour suprême confirme la possibilité pour l'EPA de réguler les émissions de GES des principaux émetteurs.
Des députés républicains, dont Fred Upton, à la tête du House Energy and Commerce Committee (en), ont déposé début 2011 une proposition de loi intitulée Energy Tax Prevention Act qui vise à revenir sur cette disposition.

#### Cross-State Pollution Rule
L'administration Bush mis en place la Clean Air Interstate Rule (CAIR) visant à réduire les émissions de gaz à effet de serre provenant des centrales énergétiques. Application d'une disposition du Clean Air Act, celui-ci fut remplacé sous l'administration Obama par le Cross-State Air Pollution Rule, promulgué par l'EPA, lequel contraignait les centrales à réduire plus rapidement leurs émissions. Un système analogue au marché du carbone était aussi mis en place afin de permettre aux différentes entreprises d'élaborer des stratégies adaptées à leurs coûts et possibilités. Ce marché du carbone remplaçait celui mis en place en 1995 par l'administration Clinton dans le cadre de l'Acid Rain Program (en), établi afin d'appliquer le titre IV de la loi et visant à l'origine uniquement le dioxyde de soufre (SO2).
Cette nouvelle règle (CAIR) fut cependant invalidée en août 2012 par la cour d'appel fédérale pour le circuit du district de Columbia, les juges considérant que l'EPA s'était appuyée sur la Good Neighbor Provision (disposition de bon voisinage) du Clean Air Act afin d'« imposer des impératifs de réductions massives d'émissions sur les États dans le vent (Upwind States) » sans toutefois avoir respecté les limites imposées par le texte législatif.